# Carnaval de Vinaròs
El carnaval de Vinaròs (Baix Maestrat) és un dels carnestoltes més famosos de la costa mediterrània ibèrica, per la qual cosa ha estat reconegut com d'Interès Turístic Regional/Autonòmic el 22 de febrer del 2007. Encara que és una festa de llarga tradició, va ser prohibida per decret franquista, però des de l'any 1983 s'han recuperat aspectes que es van perdre i s'hi han afegit nous atributs. A més, ha rebut premis com el desé lliurament del Alé Vinarossenc el 2004, distinció al Carnaval de Vinaròs. També va ser guardonat en la IV edició de Premis Radio Castellón Cadena Ser amb el premi Turisme 2007. El 2011, el Carnaval de Vinaròs va ser guardonat en els X Premis Onda Cero Castelló com a millor festa de la província.
Actualment, el Carnaval de Vinaròs aspira a ser Festa d'Interès Turístic Nacional, ja que la diputació de Castelló ha apostat perquè se li concedisca aquest reconeixement. El vicepresident de la Diputació, Andrés Martínez, ho va considerar oportú argumentant que Vinaròs és gran gràcies a tot i també al Carnaval.

## Història
No hi ha dades exactes dels començaments de la festa del Carnestoltes a la ciutat de Vinaròs. El document més antic que es conserva a l'Arxiu municipal correspon a la realització d'un ball de màscares que es va celebrar l'any 1871, on es van recaptar cinquanta rals que el Sr. Nicolás Bas Rodríguez va fer lliurament a l'alcalde president de l'Ajuntament, el Sr. Demetrio Ayguals de Izco, per a la beneficència.
Posteriorment i en temps de la segona república espanyola, ja hi ha indicis de la celebració espontània del Carnaval, que va passar a partir de 1939 a ser una festa prohibida, encara que alguns veïns es continuaven disfressant.
Posteriorment, amb l'arribada de la democràcia, la festa del Carnaval va començar a ressorgir amb major força i, sobre l'any 1983, les primeres comparses i lliures van començar a desfilar pels carrers de Vinaròs fins a arribar a l'actualitat, on 34 són les comparses que desfilen acompanyades d'un nodrit grup de lliures.
En l'actualitat de Vinaròs, el carnestoltes se celebra 40 dies abans de l'inici de la quaresma. Dotze dies abans del dimecres de cendra donen començament els diferents actes, els quals duraran 11 dies. Són molts els actes multitudinaris, com la imposició de corbatins als estendards de les comparses, la proclamació de les reines, dues grans desfilades que se celebren en l'últim cap de setmana, diferents actes de tipus esportiu, cultural, gastronòmic, etc. Tot això ompli un ampli programa de festes, organitzat per la Comissió Organitzadora del Carnaval (C.O.C) amb el patrocini i col·laboració de l'Ajuntament de Vinaròs.

### Himne
L'Himne original del Carnaval de la ciutat de Vinaròs, tant la lletra com la música, és obra del compositor Domingo Socarrades. Els últims anys s'ha creat una versió més moderna del mateix a ritme de batucada.

## Principals actes
Actes principals, nits temàtiques i concursos del Carnaval de Vinaròs.
Divendres de Carnaval
- Arribada de sa majestat Carnestoltes.
- Inauguració del recinte de Carnaval.
- Imposició de corbatins als estendards de les comparses.

Dissabte de Carnaval
- Gala de les reines.

Diumenge de carnaval
- Concurs de disfresses de mascotes.
- Paelles de carnaval. Les diferents comparses cuinen paella per als seus socis al recinte de Carnaval.

Dilluns de carnaval
- Nit de la Tercera Edat.

Dimarts de carnaval
- Concurs Karaoke entre comparses.

Dimecres de carnaval
- Batalla del confeti.
- Nit de la temàtica de cada any.

Dijous de carnaval
- Nit del pijama. Tots els presents van vestits amb pijama i amb abillaments típics de bebés.

Divendres de carnaval
- Nit Boja. Tots els presents van pel recinte del carnaval disfressats.

Últim cap de setmana
- Les dues grans desfilades que se celebren en un circuit tancat.

Últim dia de carnaval
- Vetlla de Carnaval.
- Enterrament de la Sardina i cremada de Carnaval.
- Castell de focs artificials.

Resta de l'any
- Gala de les reines a l'estiu.

## Gales

### Gala de les Reines

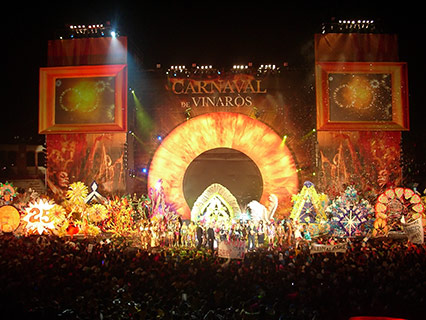
Gala de les reines 2008 a la plaça de bous de Vinaròs

Més de set mil persones abarroten fins a la bandera la graderia d'un recinte que viu tots els anys una apoteosi popular amb motiu d'un dels més importants esdeveniments del Carnaval, juntament amb les grans desfilades. Un muntatge en què destaca el colorit, la fantasia, la imaginació en la combinació de formes, materials, colors i fins i tot en el nom de cada vestit i, sobretot, les grans dimensions d'alguns d'ells fa d'aquesta presentació un acte en el qual les reines llueixen els seus elaborats vestits davant el públic.
Els presentadors van donant pas a les diferents comparses que mostren amb il·lusió els seus vestits. Va haver-hi una època on els presentadors contractats per a tal esdeveniment solien ser personatges coneguts del món de la televisió però, a causa l'alt cost que d'això derivava, es va decidir comptar sempre amb un presentador resident a la ciutat i l'altra parella podia variar entre un famós o un altre presentador de la zona.
El 1989 ja es reflecteix la primera gala de les reines realitzada al Pavelló municipal. Es tracta d'un esdeveniment que es va celebrar a la plaça de bous des de 1998, època en què el president de la COC va realitzar el canvi malgrat el perill que comportava fer aquest acte a l'aire lliure pel fred i les possibles inclemències del temps. Poc després, es va veure l'encert de la seua decisió i es va mantindre fins a l'any 2013.
Finalment, després de 15 anys i, després dels fets ocorreguts en l'Accident del Madrid Arena el 2012, l'Ajuntament no va cedir la Plaça de bous per a la presentació de les Reines de 2013, ja que la plaça no està condicionada per a aquests espectacles amb una capacitat molt superior al permès. La junta directiva de la COC, en la cerca d'un altre escenari que poguera acollir als milers de components de les comparses que volien estar presents en aquest acte tan emblemàtic del Carnaval de Vinaròs van decidir celebrar-la a l'aire lliure, per la zona del recinte carnavaler.
En l'edició 2013, va tindre lloc el primer ajornament de la gala de reines en la història del Carnaval, la celebració del qual estava prevista per les 19.00 hores, per mesures de seguretat a causa del fort vent que va fer acte de presència en la vesprada del dissabte. L'esdeveniment es va ajornar l'endemà, diumenge, quan les ràfegues de vent van cessar i es va poder celebrar l'acte sense cap contratemps.
L'any 2014 es va buscar una ubicació alternativa per evitar els problemes derivats del vent i poder disposar de graderies per veure la gala de les reines, per això es va plantejar realitzar la gala en el Camp Cervol, antic estadi del Vinaròs Club de Futbol, al costat de la desembocadura del riu Cervol i prop del recinte carnavaler. Un espai provisional lloc que és un terreny cedit per l'ajuntament a la conselleria d'educació per a la construcció del col·legi Jaume I.

### Gala Drag Queen
Les drags, locals o procedents de ciutats com Barcelona, València o Eivissa que participen a la Gala Drag Queen del Carnaval de Vinaròs, opten a la preselecció en la Gala Drag Queen de Las Palmas de Gran Canaria.
En l'edició 2013 i 2014 es va decidir no celebrar la gala per problemes de pressupost a causa de les retallades per la crisi.

## Comparses
| Any  | Comparses                                                 | Any  | Comparses                     |
| ---- | --------------------------------------------------------- | ---- | ----------------------------- |
| 1983 | La Colla                                                  | 2000 | Ja hi som / Tot dins d'un got |
| 1984 | Cherokys / Uiaaa... / Penya València / Tomba i Tomba      | 2001 | Fot-li Canya                  |
| 1985 | Arramba i Clava / Els Povals / Pensat i Fet / Penya Barça | 2005 | Locura                        |
| 1986 | El Pilà / Els Dormilons / Ni Fu Ni Fa                     | 2011 | Samba pa mi                   |
| 1987 | Pan i Toros / I sense un duro / La Morterada / Marxeta 87 | 2012 | Xe, quin poc suc              |
| 1988 | Tot a orri / Va que xuta                                  | 2013 | Ara sí que sí                 |
| 1991 | Depressa i Correns / No en volem cap                      | 2014 | Esmuvi                        |
| 1992 | Els Mateixos                                              | 2019 | On anem la liem               |

Antigues comparses del carnaval de Vinaròs:
- Les Agüeles
- Poche & Friends
- Centro Aragonés
- Els Xocolaters
- Karting
- Sortim perquè volem
- Jalem y alkatre
- Al lío montepío
- Penya Madrid
- La Comparsita
- Nou Rosa
- Si no t'agrada no mires
- La casa d'Andalusia
- Me río de Janeiro
- Los Bituneros
- Ni Pic ni Casso

## Temàtiques

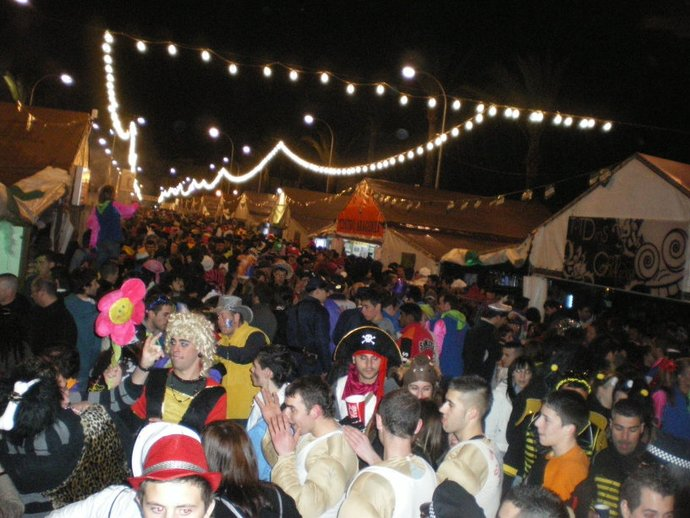
Recinte del Carnaval de Vinaròs després de la I desfilada de 2011

L'any 2008, per primera vegada, el carnaval de Vinaròs va estar inspirat en un tema.
- 2008: Com a tema principal va destacar el 'foc' i la màgia del carnestoltes. Així, durant la gala de presentació, les reines de cada comparsa apareixien a l'escenari a través d'una gran pupil·la central, l'iris de la qual simulava foc.
- 2009: La temàtica va ser l'amor a causa que la gala de les reines d'aquest any era el 14 de febrer, el dia dels enamorats. El cartell anunciador era un gran cor i dins d'ell els noms de totes les comparses.
- 2010: Aquest any la temàtica va ser la mar Mediterrània, ja que aquest carnestoltes és un dels més importants de la costa. El cartell anunciador era una màscara amb aigua al voltant, que com el creador del cartell assegurava: «M'he basat, sobretot, en la vivor de l'aigua, per plasmar la temàtica de la Mar Mediterrània i conjugar-la amb la del Carnestoltes».[14]
- 2011: Aquest any va ser un tema exòtic, tant la gala com l'ambientació de la festa va girar al voltant de la Polinèsia.
- 2012: Sota el títol El somni del Faraó la temàtica del carnestoltes es va basar en l'Antic Egipte i tot allò relacionat amb la seua civilització, la seua cultura, el seu art, la seua mitologia, etc. David Aguado, el dissenyador, ja va ser l'encarregat del cartell de 2010.
- 2013: Amb el tema Hollywood, carnestoltes dels estels la festa va estar relacionada amb la meca del cinema i grans projectes cinematogràfics, estreles del cinema, etc. Per tercer any no consecutiu, el disseny del cartell del vinarossenc David Aguado va ser triat com a guanyador.[15] L'escenari de la Gala de les Reines va estar inspirat en la temàtica de Hollywood i el disseny va representar la plaça de bous de Vinaròs amb la seua majestuosa porta on apareixien anteriorment les reines de les comparses.
- 2014: El tema principal d'aquesta edició va estar relacionat amb les Olimpíades.[16] Segurament a causa de la gran repercussió que va tenir la Candidatura de Madrid als Jocs Olímpics de 2020 i l'incident de l'alcaldessa madrilenya Ana Botella amb la famosa frase A relaxing cup of café con leche. Curiosament, la guanyadora del cartell va ser una jove de la localitat veïna de Benicarló.
- 2015: La temàtica va tindre relació amb el món dels pirates. El guanyador del cartell va ser, per quart any no consecutiu, el vinarossenc David Aguado.
- 2016: El carnestoltes va estar ambientat en el món del Circ.
- 2017: La temàtica guanyadora va ser Bollywood amb un 47,2 % dels vots, seguida de Las Vegas amb un 31,9 % i Cabaret amb un 20,9%. El pregoner va ser el periodista, actor i guionista Eugeni Alemany.
- 2018: L'atmosfera d'aquesta edició va ser El país de Mai Més. El disseny del cartell anunciador guanyador va ser el d'Adrián Lendínez i el Pregó de festes va ser a càrrec de la monologuista María Juan.
- 2019: el tema d'aquest any va ser la cultura xinesa, triat per votació popular amb un 45% dels vots, seguit d'Interestelar amb un 34% dels vots i, finalment, Carnival Park, amb el 21%.
- 2020: la temàtica d'aquesta edició va estar dedicada al Carnestoltes de Venècia, també triat per votació popular amb un suport de 549 vots (41%), seguit del món dels superherois amb 469 vots (35%) i l'Edat Mitjana amb 322 vots (24 %).

## Don Carnal (Carnestoltes)
Don Carnal és un personatge que any rere any arriba a Vinaròs, contagiant a tots els habitants de la ciutat, temptant-los a pecar descontroladament. Don Carnal és l'antítesi de Donya Quaresma, els quals representen la lluita d'allò culturalment correcte i el pecat. Quan arriba el Carnestoltes comencen dues setmanes de bogeria i desenfrenament, la gent acaba posseïda pel Carnestoltes i es genera un ambient fora del comú. És un episodi que col·lapsa la vida quotidiana i transforma la ciutat en una autèntica festa.